# Marianne (Vorname)
Marianne ist ein weiblicher Vorname.

## Herkunft des Namens
Der Name ist zusammengesetzt aus Maria und Anne, einer Nebenform von Anna.

## Modischer Name in Norddeutschland
Marianne gewann als weiblicher Vorname in Norddeutschland Mitte des 19. Jahrhunderts an Popularität durch Marianne Ruaux, eine Eimsbütteler Gastwirtstochter (Lokal „Mariannenruh“), die als „die schöne Marianne“ weit über die Hamburger Grenzen hinaus bekannt wurde. Ihre Geschichte wurde 1974 als Fernsehserie mit dem Titel „Die schöne Marianne“ mit Hannelore Elsner in der Hauptrolle verfilmt.

## Namens- und Gedenktage
- Namenstag ist der 26. Mai.
- 12. September (Mariä Namen)
- 27. April

## Varianten
| - Mariann - Marianna - Marion - Mariana | - Marjana - Madjani - Marijana - Marjascha | - Marjasja - Mary - Maryann - Maryanne | - Mary-Jane - Janne - Marianna |

- Die österreichische Koseform Mariandl ist durch den Film Der Hofrat Geiger (1947) und das Remake Mariandl (1961) mit dem darin vorkommenden Lied verbunden.

## Namensträgerinnen

### Marianne
- Marianne Andersen (* 1980), norwegische Orientierungsläuferin
- Marianne Bachmeier (1950–1996), deutsche Gastwirtin, die den Mörder ihrer Tochter erschoss
- Marianne Birthler (* 1948), deutsche Politikerin
- Marianne Brandt (1893–1983), deutsche Designerin, Fotografin, Malerin und Bildhauerin
- Marianne Synnes Emblemsvåg (* 1970), norwegische Biologin und Politikerin
- Marianne Faithfull (1946–2025), britische Musikerin und Schauspielerin
- Marianne Flotron (* 1966), Schweizer Curlerin
- Marianne Fredriksson (1927–2007), schwedische Schriftstellerin
- Marianne Hartl (* 1952), deutsche Sängerin und Moderatorin
- Marianne Henn (* 1944), kanadische Germanistin und emeritierte Professorin in Alberta
- Marianne Hertz (1882–1942), deutsche römisch-katholische Märtyrerin jüdischer Herkunft
- Marianne Hold (1933–1994), deutsche Schauspielerin
- Marianne Hoppe (1909–2002), deutsche Schauspielerin
- Marianne Kaurin (* 1974), norwegische Schriftstellerin
- Marianne Koch (* 1931), deutsche Filmschauspielerin und Ärztin
- Marianne Lang (1764–1835), deutsche Schauspielerin, Sängerin und Schauspiellehrerin
- Marianne Lange-Weinert (1921–2005), deutsche Kulturfunktionärin, Autorin und Übersetzerin
- Marianne Legato (* 1935), amerikanische Ärztin
- Marianne Lienau (1935–2021), deutsche Rundfunkredakteurin und Moderatorin
- Marianne Lindner (1922–2016), deutsche Schauspielerin
- Marianne Lundquist (1931–2020), schwedische Schwimmerin
- Marianne Mahlberg (1914–1981), deutsche Ruderin
- Marianne Marthinsen (* 1980), norwegische Politikerin
- Marianne Meinhart (1920–1994), österreichische Rechtshistorikerin
- Marianne Mendt (* 1945), österreichische Sängerin und Schauspielerin
- Marianne Oppelt (1898–1995), deutsche Malerin, Grafikerin und Textilkünstlerin
- Marianne von Oranien-Nassau (1810–1883), Prinzessin der Niederlande und von Preußen
- Marianne Rath (1904–1985), österreichische Glaskünstlerin
- Marianne Rauze (1875–1964), französische Feministin
- Marianne Ravenstein (1957–2024), deutsche Kommunikationswissenschaftlerin, Hochschullehrerin
- Marianne Rein (1911–1941/42), deutsche Lyrikerin
- Marianne Rogée (* 1936), deutsche Schauspielerin
- Marianne Rosenberg (* 1955), deutsche Schlagersängerin, Komponistin und Texterin
- Marianne Ruaux (1802–1882), als die schöne Marianne bekannte Gastwirtin in Hamburg
- Marianne Ryter (* 1968), Schweizer Juristin, Präsidentin des Bundesverwaltungsgerichts
- Marianne Sägebrecht (* 1945), deutsche Schauspielerin und Kabarettistin
- Marianne Schroeder (* 1945), Schweizer Komponistin und Pianistin
- Marianne Schulze (* 1952), deutsche Richterin
- Marianne Thalmann (1888–1975), österreichische Germanistin
- Marianne Thyssen (* 1956), belgische Politikerin
- Marianne Weber (1870–1954), deutsche Soziologin, Rechtshistorikerin und Frauenrechtlerin
- Marianne Weber (* 1955), niederländische Sängerin
- Marianne von Werefkin (1860–1938), russische Malerin
- Marianne Zoff (1893–1984), österreichische Schauspielerin und Opernsängerin

### Mariana
- Mariana Avitia (* 1993), mexikanische Bogenschützin
- Mariana Briski (1965–2014), argentinische Schauspielerin, Komikerin, Fernsehproduzentin, Drehbuchautorin und Theaterdirektorin
- Mariana Corbo (* 1977), uruguayische Fußballschiedsrichterassistentin
- Mariana de Almeida (* 1982), argentinische Fußballschiedsrichterassistentin
- Mariana Dražić (* 1995), kroatische Tennisspielerin
- Mariana Espósito (* 1991), argentinische Schauspielerin, Sängerin und Model, siehe Lali Espósito
- Mariana de Jesús de Paredes y Flores (1618–1645), ecuadorianische Heilige
- Mariana Grajales (1815–1893), kubanische Freiheitskämpferin der Unabhängigkeitskriege
- Mariana Leky (* 1973), deutsche Schriftstellerin
- Mariana Limbău (* 1977), ehemalige rumänische Kanutin
- Mariana Machado (* 2000), portugiesische Leichtathletin
- Mariana Duque Mariño (* 1989), kolumbianische Tennisspielerin
- Mariana Mazzucato (* 1968), italienisch-amerikanische Wirtschaftswissenschaftlerin
- Mariana Sadovska (* 1972), ukrainische Sängerin, Musikerin, Komponistin und Schauspielerin
- Mariana Serbesowa (1959), ehemalige bulgarische Ruderin
- Mariana Simionescu (* 1956), rumänische Tennisspielerin
- Mariana Suman (* 1951), ehemalige rumänische Sprinterin und Mittelstreckenläuferin
- Mariana Vassileva (* 1964), deutsch-bulgarische Künstlerin

### Marianna
- Marianna Barbieri-Nini (1818–1887), italienische Opernsängerin (Sopran) und Verdi-Interpretin
- Marianna Benti Bulgarelli (* um 1684; † 1734), italienische Opernsängerin (Sopran)
- Marianna Marchesa Florenzi (1802–1870), italienische Adelige, Übersetzerin, Philosophin und Freundin Ludwigs I. von Bayern
- Marianna Hilarides (1933–2015), niederländische Balletttänzerin
- Marianna Hill (* 1942), US-amerikanische Schauspielerin
- Marianna Kijanowska (* 1973), ukrainische Schriftstellerin, Übersetzerin und Literaturwissenschaftlerin
- Marianna Longa (* 1979), italienische Skilangläuferin
- Marianna von Martines (1744–1812), österreichische Komponistin, Cembalistin und Sängerin (Sopran)
- Sasha Marianna Salzmann (* 1985), deutsche Dramatikerin, Essayistin, Kuratorin und Romanautorin
- Marianna Shirinyan (* 1978), armenisch-dänische klassische Pianistin und Klavierpädagogin

### Marijana
- Marijana Berbakov (* 1974), jugoslawisch-österreichische Kulturmanagerin
- Marijana Grandits (* 1954), österreichische Dokumentarfilmerin und ehemalige Politikerin (GRÜNE)
- Marijana Kovačević (* 1978), kroatische Tennisspielerin
- Marijana Kravos (* 1975), deutsche Schauspielerin
- Marijana Marković (* 1982), deutsche Degenfechterin
- Marijana Petir (* 1975), kroatische Politikerin der Kroatischen Bauernpartei
- Marijana Radovanović (Künstlername: Maja Marijana) (* 1972), serbische Folk-/Turbo-Folk-Sängerin
- Marijana Verhoef (* 1986), serbische Theaterautorin, Dramaturgin und Filmemacherin
- Marijana Wassilewa (* 1964), bulgarische Künstlerin
- Marijana Zovko (* 1972), deutsch-kroatische christliche Musikerin und Komponistin

### Maryann / Maryanne
- Maryanne Amacher (1938–2009), US-amerikanische Komponistin und Improvisatorin
- Maryanne Trump Barry (1937–2023), US-amerikanische Juristin, Richterin und Schwester von Donald Trump
- Maryann Gabbidon (1870–1938), gambische Unternehmerin
- Maryann Plunkett (* 1953), US-amerikanische Film-, Fernseh- und Theaterschauspielerin